# Barmy Army
Barmy Army è il secondo singolo della band hardcore punk The Exploited, pubblicato dalla Exploited Record Company.
Il singolo contiene il brano Barmy Army, un inno ai fan del gruppo ("Don't mess with us"), infatti il nome dei fan degli Exploited è proprio Barmy Army.
Il brano è contenuto anche nel primo full-length, Punk's Not Dead.
Il singolo ha ottenuto molto successo, infatti si è piazzato al quarto posto nella classifica indipendente, rendendo ancora più popolari gli Exploited.

## Tracce

### Lato A
1. Barmy Army - 2:28

## Formazione
- Wattie Buchan - voce
- Big John Duncan - chitarra
- Gary McCormack - basso
- Dru Stix - batteria